# Conclave de 1464
El conclave de 1464 va ser convocat després de la mort del Papa Pius II i va ser conclòs amb l'elecció del Cardenal Pietro Barbo, que va prendre el nom de Pau II.
La tarda del 28 d'agost els cardenals presents a Roma (van faltar deu cardenals) van entrar en conclave al Vaticano, amb l'excepció del Cardenal Juan de Torquemada, per malaltia, però que es va unir al conclave l'endemà.
Inicialment, els electors van preparar una capitulació del conclave, i la van subscriure tots, excepte el Cardenal Trevisan. Els termes de la capitulació eren els següents:
- Continuar les Croades contra l'Imperi Otomà.
- Només deixar Roma amb el consentiment de la majoria dels cardenals; i la Península Itàlica amb el consentiment de tots ells.
- Limitar el Col·legi dels Cardenals a 24.
- Limitar el nou Papa a un cardenal-nebot
- Exigir consentiment del Col·legi per a la creació de cardenals o avançament de beneficis.

El primer escrutini va ser el 30 d'agost. El Cardenal Pietro Barbo va rebre 11 vots, i els altres van ser per a Trevisan i d'Estouteville. En l'accessus següent, Barbo va rebre tres vots addicionals i va ser triat Papa. Va prendre el nom de Pau II, i després el protodiacon Roderic Borja va anunciar l'elecció al poble de Roma amb l'antiga fórmula Habemus Papam. El 6 de setembre el nou papa va ser solemnement coronat als graons de la Basílica Vaticana, seu patriarcal, pel Cardenal Niccolò Fortiguerra, titular de Santa Cecília.

## Llista de Cardenals (1464)
AJXXIII = nomenat cardenal per l'Antipapa Joan XXIII
EIV = nomenat cardenal pel Papa Eugeni IV
NV = nomenat cardenal pel Papa Nicolau V
CIII = nomenat cardenal pel Papa Calixt III
PII = nomenat cardenal pel Papa Pius II

### Cardenals presents
Al conclave van assistir 18 dels 25 cardenals que existien en aquella època:.
1. Guillaume d'Estouteville, Orde de Sant Benet (NV)
2. Juan de Carvajal (EIV)
3. Bessarió (EIV)
4. Juan de Torquemada, Orde dels Predicadors (EIV)
5. Ludovico Trevisano (EIV)
6. Pietro Barbo (elegit com a Pau II) (EIV)
7. Latino Orsini (NV)
8. Alain de Coëtivy (NV)
9. Filippo Calandrini (NV)
10. Roderic Borja (futur Papa Alexandre VI) (CIII)
11. Juan de Mella (CIII)
12. Giacomo Tebaldi (CIII)
13. Richard Olivier de Longueil (CIII)
14. Angelo Capranica (PII)
15. Francesco Nanni-Todeschini-Piccolomini (futur Papa Pius III) (PII)
16. Bartolomeo Roverella (PII)
17. Louis d'Albret (PII)
18. Giacomo Ammannati-Piccolomini (PII)
19. Francesco Gonzaga (PII)

### Absents
1. Pierre de Foix, Orde de Frares Menors (AJXXIII)
2. Peter von Schaumberg (EIV)
3. Dénes Szécsi (EIV)
4. Jean Rolin (NV)
5. Luis Juan de Milà y Borja (CIII)
6. Berardo Eroli (PII)
7. Niccolò Fortiguerra (PII)
8. Burkhard Weisbriach (PII)
9. Jean Jouffroy, O.S.B.Cluny (PII)
10. Jaume Francesc Folc de Cardona i de Gandia (PII)